# Aleksandr Borodin
Aleksandr Porfirjevitj Borodin (russisk: Алекса́ндр Порфи́рьевич Бороди́н, tr. Aleksándr Porfírevitj Borodín  lyt ?; født 12. november 1833 i Sankt Petersborg, død 15. februar 1887 samme sted) var en russisk komponist af georgisk oprindelse. Han var endvidere uddannet læge og kemiker. Han var en af de mest fremtrædende russiske komponister i 1800-tallet og var en del af De Fem, en gruppe af komponister, der var besluttede på at komponere en unik type klassisk musik med et russisk udtryk frem for blot at kopiere vest- og centraleuropæiske komponister.
Borodin var først lektor og siden professor ved Sankt Petersborgs Statsuniversitet.
Borodin er bedst kendt for sine symfonier, sine to strygerkvarteter og operaen Fyrst Igor.
Borodin var fortaler for kvinders rettigheder og en styrkelse af uddannelsessystemet i Rusland. Han grundlagde et Lægeakademi for kvinder i Sankt Petersborg.